# Inscryption
Inscryption — коллекционная карточная игра с элементами roguelike, разработанная компанией Daniel Mullins Games и изданная Devolver Digital. Действие игры происходит в хижине, принадлежащей некой демонической силе. Цель игрока — попытаться сбежать оттуда, победив противников в карточной игре. Inscryption была выпущена для Microsoft Windows 19 октября 2021 года.
В 2022 году Inscryption стала лидером по количеству наград на IGF Awards, а также была признана «Игрой года» по версии Game Developers Choice Awards.

## Сюжет
Видеоблогер по имени Люк Кардер, известный в сети как The Lucky Carder, снимает сюжеты о коллекционных карточных играх. Очередной сюжет посвящён открытию сетов из Inscryption — карточной игры, которая была напечатана только единожды. Во время записи видео он обнаруживает, что на одной из карт напечатаны координаты места, расположенного неподалёку. Во время поисков Люк натыкается на коробку, в которой лежит дискета с надписью Inscryption. Настроив компьютер на чтение диска, он запускает игру. Её меню запуска типично для большинства игр, но кнопка «Новая игра» не работает, из-за чего Картер вынужден продолжить с сохранённого места.
В игре персонаж Кардера взаимодействует с демоническим крупье. Крупье чередует игровые раунды с историей игрока, путешествующего по лесу и встречающегося с неигровыми персонажами и боссами, которых дилер изображает с помощью деревянных масок. Когда игрок проигрывает, дилер приносит игрока в жертву, используя волшебную камеру, чтобы превратить его в «карту смерти», которая становится доступной при последующих прохождениях. Когда это происходит, игрок получает совет от одной из своих карт, Горностая, который помогает ему найти другие говорящие карты, Вонючего Жука и Низкорослого Волка. Втроём они предупреждают игрока, что крупье заманил их в ловушку и полностью контролирует ход игры. Они помогают игроку решать многочисленные головоломки, спрятанные внутри загадочного помещения, где происходит игра. В итоге игрок находит бобину с видеоплёнкой, после чего побеждает крупье, крадёт его камеру и использует плёнку, чтобы превратить его в отдельную игровую карту. Получив возможность больше исследовать помещение, игрок находит недостающую кнопку «Новая игра».
Кардер продолжает играть и начинает новую игру. В своём исходном состоянии она напоминает традиционную RPG с пиксельной графикой. Перед игроком стоит задача победить одного из четырёх «Переписчиков», владеющих карточной магией: Гримору (Переписчицу Мёртвых), Лешего (Переписчика Зверей), P03 (Переписчика Технологий) или Магнификуса (Переписчика Магии). По сюжету игры выясняется, что предыдущим крупье был Леший, в то время как P03, Гримора и Магнификус были превращены им в карты Горностая, Вонючего жука и Низкорослого волка с помощью волшебной камеры. После того, как игрок побеждает одного из Переписчиков, ему разрешается бросить вызов любому из них, чтобы лишить его власти.

## Игровой процесс
Inscryption представляет собой коллекционную карточную игру в жанре roguelike. Игра разбита на три акта, в каждом из которых меняются условия построения колоды, но основные правила остаются прежними. Партии проходят на поле размером 3x4 клетки, которое расширяется до размеров 3x5 — в третьем акте; игрок кладёт свои карты в нижний ряд, в то время как его противник, первым, кладёт их в верхний, а затем автоматически перемещается в средний ряд на следующем ходу. Каждая карта имеет показатели атаки и здоровья. Во время хода игрока или противника, после того как их карты выложены на стол, каждая из них атакует карту противника в том же столбце, нанося значение своей атаки перпендикулярно здоровью этой карты. Если атака снижает здоровье до нуля или меньше — карта исчезает со стола. Если атакующая карта не встречает сопротивления, то она атакует противника напрямую. Урон отслеживается на весах и указывается в виде зубов равному количеству повреждения, полученного этим игроком. Цель игрока — склонить чашу весов на сторону противника с разницей в пять зубов. В дополнение к значению атаки каждая карта имеет различные особые символы, представляющие собой специальные способности, такие как способность ударить противника мимо блокирующей карты или атаковать несколько раз за один ход.
Каждая из карт имеет свою стоимость розыгрыша, которая зависит от того, кто из Скрайбов является крупье. Созданные P03 карты используют энергию — игрок с 1 единицы энергии в начале каждой сессии, пополняя и получая дополнительную единицу каждый ход. Те, что созданы Лешим, требуют кровавой жертвы от карт, уже разыгранных на столе. Карты Гриморы требуют жетонов костей, получаемых, когда карты побеждены или принесены в жертву. Карты Магнификуса требуют, присутствия на столе одного из трёх драгоценных камней, и они пропадают, если драгоценный камень исчезает со стола по тем или иным причинам.
Во время первого акта действие игры происходит от первого лица. Игрок сидит перед Лешим и получает самую простую стартовую колоду, основанную только на вариациях карт Лешего и Гриморы. Затем игроку нужно пройти четыре случайно сгенерированные логистических маршрута, каждый из которых состоит из нескольких пунктов. Они включают в себя карточные сражения с Лешим, а также возможность добавлять или удалять карты из своей колоды или получать более ценные предметы, которые можно использовать во время последующих карточных сражений. Каждый из первых трёх маршрутов заканчивается встречей с мини-боссом, а последний — битвой с Лешим. Если игрок дважды проигрывает во время перемещения по маршруту или один раз во время битвы с боссом, Леший забирает его душу и превращает в карту смерти с помощью волшебной камеры, которая может выпасть из колоды в последующих сессиях. Между сессиями игрок может встать из-за стола и осмотреть хижину, решая головоломки и обнаруживая подсказки, чтобы найти карты разновидностей P03, Гриморы и Магнификуса, которые позволяют более легко победить Лешего.
Во втором акте, представляющем оригинальную версию Inscryption, внешний вид игрового процесса стилизуется под пиксельную ролевую игру с видом сверху, похожую на Pokémon. Игроку предлагается выбрать одного из четырёх Скрайбов, а затем он должен исследовать игровой мир, чтобы собирать наборы карт для расширения своей коллекции. Собрав колоду из двадцати карт игрок получает возможность бросить вызов каждому из Скрайбов в карточном бою. В этом акте для сбора доступны карты всех четырёх Скрайбов, а колоды могут состоять из всех их разновидностей. На этом этапе игрок может проиграть карточную игру без каких-либо штрафов. После того, как игрок завершает все сюжетные миссии, он перемещается в третий акт.
Третий акт похож по стилю на первый акт, с той разницей, что в качестве крупье выступает P03, а действие происходит на фабрике роботов. P03 и его подчинённые имеют доступ к нескольким картам смерти, которые игрок мог создать во время прохождений первого акта, что делает сражения на этом этапе более сложными. Игрок проходит через различные встречи, перемещаясь через череду комнат в виде сетки, аналогичной по стилю видеоигре The Binding of Isaac, при этом боевые столкновения происходят между комнатами, а другие события — для получения, улучшения или удаления карт происходят внутри самих комнат. Хотя проигрыш карточного поединка в этом акте не перезапускает игру, игроки должны достичь определённых контрольных точек на карте, чтобы сохранить прогресс и предотвратить возрождение ранее побеждённых врагов, а также накопить внутриигровую валюту для улучшения своих карт.

## Разработка
Игра начиналась как небольшой проект, созданный Дэниелом Маллинсом во время «геймджема» Ludum Dare 43 (2018 год), темой которого было «жертвоприношение». В тот период Маллинс время от времени играл в Magic: The Gathering, добавив к её концепции механику жертвоприношения. Тем самым создав подход, при котором игрок должен был жертвовать одними существами, чтобы играть следующими. Эта идея переросла в концепцию, где игрок фактически мог жертвовать частями своего тела, что напрямую сказывалось на игровом процессе, например, жертвуя глазом он ограничивает своё поле зрения. По окончании Ludum Dare 43 Маллинс разместил игру (тогда носившую название Sacrifices Must Be Made) на itch.io, где она вызвала большой интерес у игрового сообщества. Образовавшееся свободное время после релиза The Hex (предыдущего проекта), подтолкнуло Маллинса расширить проект до полноценной игры. Первоначально он рассматривал вариант выпуска антологии, однако вскоре у разработчика появились идеи для более крупного проекта и он придумал, как расширить базовую идею в нескольких направлениях, включая добавление полноэкранного видео.
Леший основан на одноимённом существе славянского фольклора; Маллинс считал, что такой крупье был чем-то вроде «лесного демона», и при поиске информации в Интернете наткнулся на легенды о Лешем, который, по его мнению, хорошо сочетался с основной атмосферой игры — хоррором. На основе этой концепции появились три остальных Скрайба. Маллинс сравнил их с тренерами покемонов, каждый из которых имел свою тему; поскольку Леший ассоциировался со зверями, трое оставшихся были связаны с роботами (P03), волшебниками (Магнификус) и нежитью (Гримора). Маллинс соглашался, что большая часть игры посвящена историям Лешего и P03, однако отмечал, что углубление в истории двух других антагонистов сделало бы её слишком длинной, хотя всё же сделал Гримору центральным персонажем в финальной части игры.
В декабре 2021 года компания Daniel Mullins Games выпустила бесплатное обновление, которое включало бета-версию мини-расширения к игре под названием «Kaycee’s Mod». В этом режиме можно бесконечно играть в партию по сбору колоды из первого акта, при этом игрок может разблокировать новые карты и начальные способности для выполнения более сложных задач.

## Оценки
| Сводный рейтинг    | Сводный рейтинг |
| Агрегатор          | Оценка          |
| ------------------ | --------------- |
| Metacritic         | 84/100          |
| Иноязычные издания |                 |
| Издание            | Оценка          |
| Destructoid        | 7,5/10          |
| IGN                | 9/10            |
| PC Gamer (US)      | 69/100          |
| PC Invasion        | 7,5/10          |

Inscryption получила «в целом положительные отзывы» по данным агрегатора рецензий Metacritic.
Обозревателю игрового портала Destructoid понравился художественный стиль игры и элементы хоррора, однако он раскритиковал смену игрового процесса в более поздних главах, заявив: «Может быть, это была и хорошая идея — изменить игровой процесс прежде чем он наскучит, просто последующие акты не настолько увлекли меня, в отличие от первого». Джошуа Чу из PC Invasion не понравился сюжет игр, автор посетовал, что «Inscryption чрезвычайно тащится от своего лора — странной, по большей части, бессмысленной истории, которая так и не раскрывается до конца. Во второй половине игры создаётся впечатление, что сюжет Inscryption приходит в тупик». Джоди Макгрегору из журнала PC Gamer понравилось начало Inscryption, в частности, он похвалил атмосферу игрового мира — «необычную и гротескную», но раскритиковал более позднюю часть игры: «В первые часы Inscryption — это полнейший восторг, мрачный, полный мистики. Однако, это чувство исчезает задолго до финала игры». Редакция Eurogamer похвалила визуальные эффекты игры, описывая их как «жуткую на вид реинкарнацию того, как если бы вы играли на дискете в 1990-е годы».
Inscryption была номинирована на премию The Game Awards 2021 в категориях «Лучшая инди-игра» и «Лучшая игра-симулятор/стратегия». Веб-портал Polygon назвал Inscryption лучшей игрой 2021 года, а издания Time и Ars Technica — одной из лучших. На церемонии вручения наград Steam Awards 2021 игра получила номинацию в категории «Самый инновационный игровой процесс». Помимо этого, Inscryption была номинирована на премию «Игра года», «Лучший дизайн и инновации» на 22-й церемонии Game Developers Choice Awards, а также на «Гран-при Шеймаса Макналли», «Превосходство в дизайне» и «Превосходство в повествовании» на Independent Games Festival 2022 года. Осенью 2022 года Inscryption была признана «Игрой года на Mac» по версии App Store Awards.
По состоянию на январь 2022 года продажи игры составляют более 1 миллиона копий.